# Union socialiste d’Europe centrale et orientale

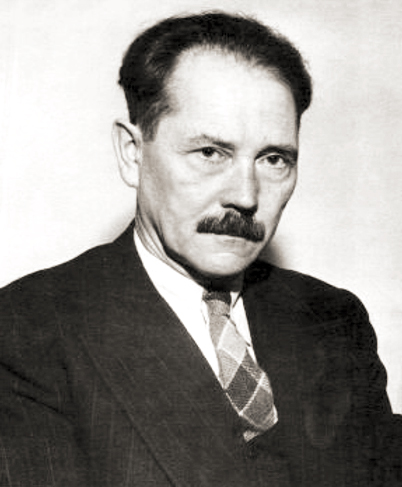
Zygmunt ZarembaZ

L'Union socialiste d'Europe centrale et orientale est fondée en juillet 1949 par les partis d'Europe de l'Est qui refuent la « fusion » contrainte avec les partis uniques des Démocraties populaires. Elle est présidée à l'origine par Zygmunt Zaremba avec Vilem Bernard comme secrétaire. Elle est fondée par des représentants des partis bulgares, tchécoslovaques, polonais et hongrois, puis elle fut rejointe par les partis des Pays baltes, d'Ukraine et de Roumanie.
Son but était d'informer les pays d'Europe de l'Est sur le socialisme démocratique. Elle avait un statut consultatif auprès de l'Internationale socialiste. 
Elle fut dissoute en 1990, quand les pays de l'Est devinrent des démocraties, ses partis membres entrèrent alors au Parti socialiste européen. Elle comptait alors neuf membres.